# Phareicranaus magnus
Phareicranaus magnus is een hooiwagen uit de familie Cranaidae.